# 비디오스타
비디오스타(Video Star)는 2016년 7월 12일부터 2021년 10월 5일까지 MBC 계열의 케이블 채널 MBC every1에서 방영된 프로그램이다. MBC에서 방송 중인 《황금어장 라디오스타》의 스핀오프 (spin-off) 프로그램인데 케이블TV에서는 연예 전문 TV채널들이 해당 프로그램 등 여성들만 출연하는 프로그램을 선보이고 있다.

## 진행자

### 현재 진행자
| MC       | 기간                              | 회차          |
| -------- | --------------------------------- | ------------- |
| 박소현   | 2016년 7월 12일 ~ 2021년 10월 5일 | 1회 ~ 268회   |
| 김숙     | 2016년 7월 12일 ~ 2021년 10월 5일 | 1회 ~ 268회   |
| 박나래   | 2016년 7월 12일 ~ 2021년 10월 5일 | 1회 ~ 268회   |
| 박산다라 | 2019년 2월 5일 ~ 2021년 10월 5일  | 130회 ~ 268회 |

### 과거 진행자
| MC     | 기간                               | 회차         |
| ------ | ---------------------------------- | ------------ |
| 차오루 | 2016년 7월 12일 ~ 2016년 10월 11일 | 1회 ~ 14회   |
| 전효성 | 2016년 10월 18일 ~ 2018년 3월 27일 | 15회 ~ 90회  |
| 써니   | 2018년 5월 1일 ~ 2018년 10월 16일  | 91회 ~ 115회 |

## 결방

### 2018년
- 11월 6일 : 방송 사정상 결방하였다.

### 2021년
- 9월 21일 : 추석 연휴로 인해 결방하였다.